# 土隆語
土隆語是一种曾分布在阿萨姆邦的已经灭绝的台语支语言。荼隆族现在使用阿萨姆语或景颇语。
荼隆族的总人口约有3万余，主要分布在阿萨姆邦乔尔哈特、戈拉加特和卡比昂隆县。